# Copa Libertadores 1972
In 1972 werd de Copa Libertadores voor de dertiende keer gehouden. Club Atlético Independiente won de beker voor de derde keer en mocht daarom tegen Ajax spelen voor de Wereldbeker voetbal.

## Eerste groepsfase
Eén team van elke groep plaatste zich voor de tweede groepsfase.
- twee punten werden gegeven voor een overwinning;
- een punt werd gegeven voor een gelijkspel;
- geen punten werden gegeven voor een verloren wedstrijd;
- teams die in het groen staan hadden zich geplaatst voor de volgende ronde.

### Groep 1
| Team              | Pld | W | D | L | GF | GA | GD | Pts |
| ----------------- | --- | - | - | - | -- | -- | -- | --- |
| Independiente     | 6   | 4 | 2 | 0 | 13 | 5  | 0  | 10  |
| Rosario Central   | 6   | 3 | 2 | 1 | 8  | 5  | 0  | 8   |
| Independiente SF  | 6   | 1 | 2 | 3 | 4  | 9  | 0  | 4   |
| Atlético Nacional | 6   | 0 | 2 | 4 | 3  | 9  | 0  | 2   |

|                   | NAC | IND | ISF | ROC |
| ----------------- | --- | --- | --- | --- |
| Atlético Nacional |     | 1–1 | 0–1 | 0–1 |
| Independiente     | 2–0 |     | 2–0 | 2–0 |
| Independiente SF  | 1–1 | 2–4 |     | 0–0 |
| Rosario Central   | 3–1 | 2–2 | 2–0 |     |

### Groep 2
| Team              | Pld | W | D | L | GF | GA | GD  | Pts |
| ----------------- | --- | - | - | - | -- | -- | --- | --- |
| Barcelona SC      | 6   | 3 | 3 | 0 | 8  | 3  | 5   | 9   |
| América de Quito  | 6   | 3 | 1 | 2 | 9  | 7  | 2   | 7   |
| Oriente Petrolero | 6   | 2 | 2 | 2 | 10 | 7  | 3   | 6   |
| Chaco Petrolero   | 6   | 1 | 0 | 5 | 3  | 13 | −10 | 2   |

|                   | AME | BAR | CHA | ORI |
| ----------------- | --- | --- | --- | --- |
| América de Quito  |     | 0–0 | 1–0 | 3–0 |
| Barcelona SC      | 2–1 |     | 3–0 | 1–1 |
| Chaco Petrolero   | 1–2 | 1–2 |     | 1–0 |
| Oriente Petrolero | 4–2 | 0–0 | 5–0 |     |

### Groep 3
| Team             | Pld | W | D | L | GF | GA | GD | Pts |
| ---------------- | --- | - | - | - | -- | -- | -- | --- |
| São Paulo FC     | 6   | 3 | 2 | 1 | 12 | 6  | 6  | 8   |
| Cerro Porteño    | 6   | 2 | 2 | 2 | 7  | 11 | −4 | 6   |
| Olimpia          | 6   | 1 | 3 | 2 | 7  | 8  | −1 | 5   |
| Atlético Mineiro | 6   | 0 | 5 | 1 | 5  | 6  | −1 | 5   |

|                  | MIN  | CER | OLI | SÃO |
| ---------------- | ---- | --- | --- | --- |
| Atlético Mineiro |      | 1–1 | 0–0 | 2–2 |
| Cerro Porteño    | 1–0  |     | 1–3 | 3–2 |
| Olimpia          | 2–21 | 1–1 |     | 0–1 |
| São Paulo FC     | 0–0  | 4–0 | 3–1 |     |

1De wedstrijd werd gestaakt bij 2–2 door dat Atlético Miniero nog maar met zes spelers op het veld stond.

### Groep 4
| Team                 | Pld | W | D | L | GF | GA | GD | Pts |
| -------------------- | --- | - | - | - | -- | -- | -- | --- |
| Universitario        | 6   | 3 | 2 | 1 | 9  | 6  | 3  | 8   |
| Universidad de Chile | 6   | 3 | 0 | 3 | 12 | 12 | 0  | 6   |
| Alianza Lima         | 6   | 2 | 2 | 2 | 10 | 10 | 0  | 6   |
| Unión San Felipe     | 6   | 1 | 2 | 3 | 5  | 8  | −3 | 4   |

|                      | ALI | USF | UCH | UNI |
| -------------------- | --- | --- | --- | --- |
| Alianza Lima         |     | 1–0 | 3–4 | 2–2 |
| Unión San Felipe     | 0–0 |     | 3–2 | 0–0 |
| Universidad de Chile | 2–3 | 2–1 |     | 1–0 |
| Universitario        | 2–1 | 3–1 | 2–1 |     |

### Groep 5
| Team             | Pld | W | D | L | GF | GA | GD | Pts |
| ---------------- | --- | - | - | - | -- | -- | -- | --- |
| Peñarol          | 4   | 4 | 0 | 0 | 5  | 3  | 9  | 8   |
| Deportivo Italia | 4   | 3 | 1 | 0 | 14 | 4  | 10 | 3   |
| Valencia         | 4   | 0 | 1 | 3 | 3  | 9  | −6 | 1   |

|                  | PEÑ | ITA | VAL |
| ---------------- | --- | --- | --- |
| Peñarol          |     | 5–1 | 4–1 |
| Deportivo Italia | 0–1 |     | 2–0 |
| Valencia         | 1–2 | 1–1 |     |

## Tweede groepsfase

### Groep 1
| Team          | Pld | W | D | L | GF | GA | GD | Pts |
| ------------- | --- | - | - | - | -- | -- | -- | --- |
| Universitario | 4   | 1 | 2 | 1 | 9  | 7  | 2  | 4   |
| Nacional      | 4   | 1 | 2 | 1 | 7  | 7  | 0  | 4   |
| Peñarol       | 4   | 1 | 2 | 1 | 5  | 7  | −2 | 4   |

|               | NAC | PEÑ | UNI |
| ------------- | --- | --- | --- |
| Nacional      |     | 1–1 | 3–3 |
| Peñarol       | 0–3 |     | 1–1 |
| Universitario | 3–0 | 2–3 |     |

### Groep 2
| Team          | Pld | W | D | L | GF | GA | GD | Pts |
| ------------- | --- | - | - | - | -- | -- | -- | --- |
| Independiente | 4   | 2 | 1 | 1 | 4  | 2  | 2  | 5   |
| São Paulo FC  | 4   | 1 | 2 | 1 | 2  | 3  | −1 | 4   |
| Barcelona SC  | 4   | 0 | 3 | 1 | 2  | 3  | −1 | 3   |

|               | BAR | IND | SÃO |
| ------------- | --- | --- | --- |
| Barcelona SC  |     | 1–1 | 0–0 |
| Independiente | 1–0 |     | 2–0 |
| São Paulo FC  | 1–1 | 1–0 |     |

## Finale
De finalewedstrijden vonden plaats op 17 en 24 mei 1972.
| Team 1                    | Tot. | Team 2           | 1e wedstr. | 2e wedstr. |
| ------------------------- | ---- | ---------------- | ---------- | ---------- |
| Universitario de Deportes | 1–2  | CA Independiente | 0–0        | 1–2        |

## Kampioen
|                                       |
| Vlag van Argentinië                   |
| Club Atlético Independiente 3de titel |

1948 · 1960 · 1961 · 1962 · 1963 · 1964 · 1965 · 1966 · 1967 · 1968 · 1969 · 1970 · 1971 · 1972 · 1973 · 1974 · 1975 · 1976 · 1977 · 1978 · 1979 · 1980 · 1981 · 1982 · 1983 · 1984 · 1985 · 1986 · 1987 · 1988 · 1989 · 1990 · 1991 · 1992 · 1993 · 1994 · 1995 · 1996 · 1997 · 1998 · 1999 · 2000 · 2001 · 2002 · 2003 · 2004 · 2005 · 2006 · 2007 · 2008 · 2009 · 2010 · 2011 · 2012 · 2013 · 2014 · 2015 · 2016 · 2017 · 2018 · 2019 · 2020 · 2021 · 2022 · 2023